# DEAL (cryptologie)
Pour les articles homonymes, voir DEAL.
Meilleure cryptanalyse
Attaque par rencontre au milieu, cryptanalyse par Lars Knudsen et Stefan Lucks, sécurité effective de 122 bits et 224 bits.
DEAL est un chiffrement par bloc dérivé de DES et proposé par Lars Knudsen en 1997. Le chiffrement sera candidat pour AES (envoyé par Richard Outerbridge). 
DEAL est basé sur un réseau de Feistel, il s'agit en fait d'un chiffrement qui emploie DES. Il traite un bloc de 128 bits et fait appel à des clés de 128, 192 ou 256 bits. Le nombre de tours dépend de la clé : 6 pour 128 ou 192 bits, 8 pour 256 bits. Assez lent, il est comparable à 3DES et après cryptanalyse, il s'avère plus faible que les autres candidats de AES. 
Knudsen a lui-même proposé une attaque qui diminue la fiabilité en bornant la robustesse théorique du chiffrement est équivalente à une chiffrement de 122 bits dans le cas de 6 tours (soit une « perte » théorique de 70 bits par rapport à la clé de 192 bits). Comme DEAL était déjà susceptible d'être attaqué par une rencontre au milieu de par sa conception, cette borne était auparavant de 168 bits (224 bits pour la clé de 256 bits).  L'attaque de Knudsen nécessite 270 textes en clair pour une complexité de 2121 chiffrements.  La génération des clés intermédiaires (key schedule) a été cryptanalysée par Bruce Schneier et John Kelsey. Une attaque est possible sur seulement 5 rondes au lieu des 6 prévues. En conclusion, DEAL présente de sérieuses vulnérabilités comparées aux autres candidats AES mais il a l'avantage de pouvoir être implémenté sur du matériel à l'origine prévu pour DES car il utilise une grande partie des concepts de ce dernier. 
DEAL a évolué vers d'autres chiffrements comme DEALkx-120 et DEALkx-128.